# Pont-Scorff
Pont-Scorff é uma comuna francesa na região administrativa da Bretanha, no departamento Morbihan. Estende-se por uma área de 23,59 km². Em 2010 a comuna tinha 3 874 habitantes (densidade: 164,2 hab./km²).